# Bobrek (Bytom)
Bobrek – dzielnica Bytomia. Nazwa pochodzi prawdopodobnie od siedliska bobrów, które znajdowało się na terenie dzisiejszego Bobrka, a także od rzeki Bobra, której źródła znajdowały się między Stolarzowicami i Reptami. Rzeka zaś płynęła w dolinie Miechowic, jako dopływ Bytomki. Z Bobrkiem sąsiadują dzielnice Karb i Szombierki. W 1946 w miejsce nazwy niemieckiej Bobrek-Karb urzędowo zatwierdzono nazwę obecną.

## Historia
Pierwszą wzmiankę o Bobrku zawierają dokumenty podziałowe księstwa bytomskiego z 1369 roku. Wieś założono prawdopodobnie w XIII lub XIV wieku na prawie niemieckim jako ulicówkę o charakterze niwowym. Główną osią osadnictwa była tu obecna ul. Konstytucji na odcinku od kościoła do huty. Pola chłopskie zgrupowane w trzech niwach leżały obok wsi.
W ciągu wieku wieś należała do różnych właścicieli spośród szlachty, m.in. Maschkowskich, Nosów, Bujakowskich, Starzinskich, Gierałtowskich, Hochbergów.  W końcu w 1842 r. dobra te trafiły do rąk Karola Goduli, zaś po nim odziedziczyła je Joanna Gryczik i ród Schaffgotschów. Folwark szlachecki w Bobrku znajdował się w rejonie obecnej ul. Glinki. Pozostały po nim budynki mieszkalne.
W 1785 r. było w Bobrku 6 kmieci (właścicieli dużych gospodarstw) oraz 14 zagrodników. Chłopów z Bobrka uwłaszczono w 1821 r.
Bobrek należał pierwotnie do parafii w Miechowicach. Inicjatorem budowy kościoła w Bobrku był miechowicki proboszcz ks. Jan Kuboth. Plac pod budowę uzyskano od hrabiego Schaffgotscha. Koszty pokryli m.in. huta Julia (55 000 marek), fundusz wolnych kuksów (47 000 marek), oraz parafianie (45 000 marek).
Projekt w stylu neoromańskim wykonał architekt Ludwig Schneider. Prace budowlane trwały od 1900 do 1902 r. Poświęcenie kościoła nastąpiło 31 sierpnia 1902 r., a konsekracja 18 czerwca 1905 r. Parafie erygowano 20 marca 1906 r. Pierwszym proboszczem został ks. Józef Kubis.
W 1859 r. przez Bobrek przeprowadzono linię kolejową z Tarnowskich Gór do Chebzia. Drugą linię, z Bytomia do Zabrza otwarto w 1872 r. Powstał przy niej dworzec kolejowy.
Komunikację tramwajową miejscowość otrzymała w 1898 r. Tramwaj kursował,  jak dziś, z Bytomia do Zabrza.
W 1899 r. powstał klasztor sióstr elżbietanek, który w 1902 r. otrzymał własny budynek naprzeciw szkoły. Założona też cmentarz parafialny. Już wcześniej w latach 1866/67 powstał cmentarz ofiar epidemii cholery na zachód od huty. Dom związków katolicki zbudowano na południowym krańcu wsi, nad linią kolejową (obecnie przedszkole).

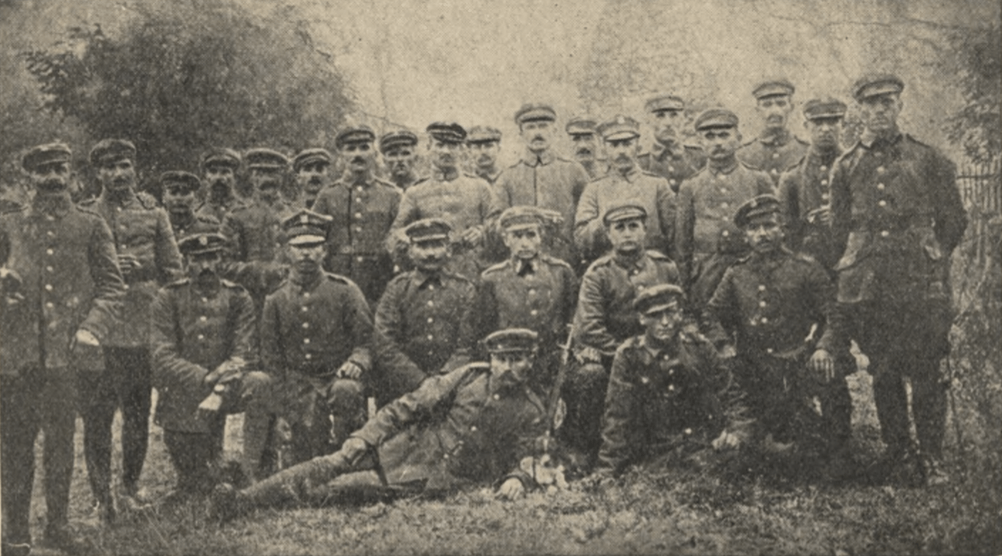
Kompania powstańców sląskich w Bobrku w okresie I powstania śląskiego pod dowództwem Jana Trzęsioka.

Obok znajduje się dawna willa burmistrza gminy Bobrek. Ratusz gminy znajdował się w budynku na rogu ul. Konstytucji i Piecucha. 1 kwietnia 1928 r. połączono w jedną całość gminę Bobrek, Karb i obszar dworski w Bobrku. Powstała gmina Bobrek-Karb.
W 1925 r. powstał przy ścianie kościoła parafialnego pomnik mieszkańców Bobrka poległych w I wojnie światowej.
W 1932 r. zbudowano w Bobrku drewniany filialny kościół ewangelicki należący do parafii w Miechowicach.
Istnieją w Bobrku dwa budynki szkolne: starszy – koło kościoła (obecnie Zespół Szkół Nr 3 w Bytomiu), oraz nowszy przy ul. Rataja pochodzący z lat 20. (mieszczący obecnie szkołę nr 16, wcześniej była to siedziba III Liceum Ogólnokształcące im. Władysława Broniewskiego).

### Historiahutnictwa

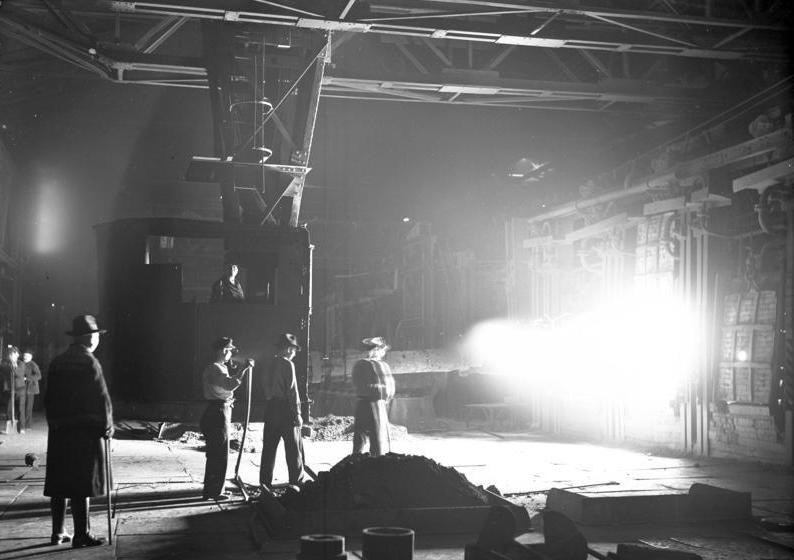
Huta Julia

Powstanie huty wiąże się z założeniem w Bytomiu w 1856 r. spółki akcyjnej Vulkan. Spółka zakupiła w Bobrku majątek ziemski zwany Elisenruh. Huta otrzymała także nazwę Vulkan. Spółka w 1870 r. zbankrutowała. W tym samym roku huta przeszła na własność Otto i Emil Friedländerów. Nazwę zakładu zmieniono na Moritz i założono spółkę Moritzhütte AG. W 1883 r. ogłoszono upadłość i tej spółki. Nowymi właścicielami zostali Oskar i Georg Caro. W 1887 r. nastąpiło połączenie zakładu z firmą Wilhelma Hegenscheidta i powstała spółka akcyjna Oberschlesische Hüttenwerke (Oberhütten) w Gliwicach.
W 1856 r. rozpoczęto budowę czterech wielkich pieców. Dwa z  nich uruchomiono w 1859 r. W 1888 i 1889 r. uruchomiono dwa wielkie nowe piece, nowocześniejsze od pozostałych. W sumie przed I wojną światową było siedem wielkich pieców. W 1939 r. pozostały tylko dwa z nich, zaś w 1942 r. uruchomiono nowy jako trzeci.
Od 1859 r. istniała też koksownia. Piece były przez cały czas sukcesywnie wymieniane na nowsze systemy.
W latach 1905–1906 uruchomiono stalownię martenowską. Do 1910 r. liczbę pieców zwiększono do sześciu. Do II wojny światowej było ich osiem.
Walcownia zgniatacz firmy Demag powstała w latach 1909-1910. Padła ona ofiarą wywózek przez wojska sowieckie w 1945 r.
W latach 20. XX wieku obok huty powstała karbidownia (niedawno unieruchomiona). Dyrektor huty mieszkał w tak zwanym zameczku (byłym żłobku przy ul. Stalowej). Szpital hutniczy to obecna przychodnia zdrowia przy ul. Pasteura (dawniej zwanej Lazarettstr.).
Na początku XX wieku powstały trzy osiedla robotnicze: huty „Julia” (rejon ul. Wytrwałych, Stalmacha oraz Stalowej (Bremka) oraz kopalni „Johanna” (ul. Zabrzańska i Ustronie).
W XIX wieku istniała w Bobrku huta cynku „Bobrek”. W okresie międzywojennym na tym miejscu urządzono stadion (KS Stal). Pamiątką po tym zakładzie jest nazwa ulicy Stara Cynkownia. Przy końcu tej ulicy w latach 1922-1939 znajdowało się przejście graniczne niemiecko-polskie. Pozostał po nim niemiecki domek celny. W 1951 r. Bobrek włączono do miasta Bytomia.

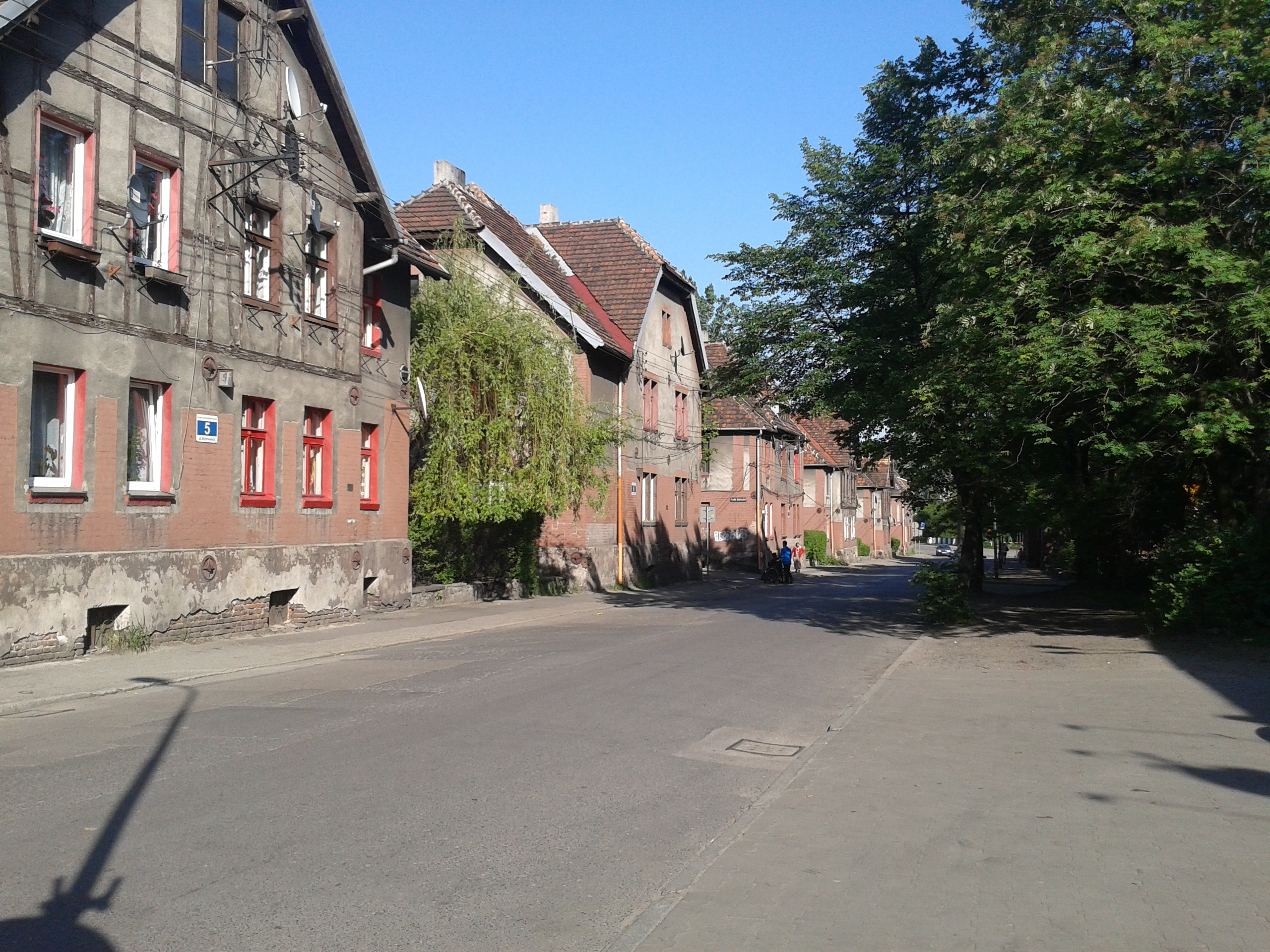
ul. Wytrwałych

## Ludność i ważniejsze wydarzenia
W 1856 zaczęła powstawać huta żelaza. Rozwój miejscowości był ściśle związany z rozwojem huty,
a w niedługim czasie kopalni.
Od 2009 roku w dzielnicy realizowany jest Program Aktywności Lokalnej przez MOPR Bytom. Skupia się on na rewitalizacji społecznej Bobrka a jego celem jest przywrócenie tej dzielnicy jej dawnej świetności i zmiana jej wizerunku za pomocą pracy samych jej mieszkańców.

### Rozwój
Gwałtowny rozwój osady obrazują liczby:
- 1797 rok – 143 mieszkańców,
- 1852 rok – 497 mieszkańców,
- 1874 rok – 1861 mieszkańców,
- 1891 rok – 2300 mieszkańców,
- 1904 rok – 6000 mieszkańców,
- 1928 rok – 12947 mieszkańców.

W roku 1580 gmina posługiwała się pieczęcią, która przedstawiała baranka z chorągwią pod drzewem. Był to herb właściciela majątku, w Bobrku Macieja Bujakowskiego.

### Kalendarium wydarzeń
- 1473 rok – od 23 kwietnia do 11 listopada na terenie Bobrka i okolic nie spadła ani jedna kropla deszczu
- 1683 rok – przejazd króla Jana III Sobieskiego przez Bytom do Tarnowskich Gór na odsiecz Wiednia
- 1832 rok – epidemia cholery,
- 1857 rok – pierwsza szkoła w Bobrku,
- 1893 rok – 17 sierpnia, na Bobrek przybywają pierwsze siostry ze zgromadzenia św. Elżbiety,
- 1894 rok – huta buduje dla swych pracowników szpital,
- 1900 rok – prałat Kuboth zapoczątkował budowę kościoła w Bobrku,
- 1906 rok – budowa dworca kolejowego,
- 1922 rok – Po plebiscycie Bobrek pozostaje w granicach Niemiec,
- 1928 rok – Karb zostaje przyłączony do Bobrka,
- 1932 rok – budowa kościoła ewangelickiego na Bobrku.

## Zabytki

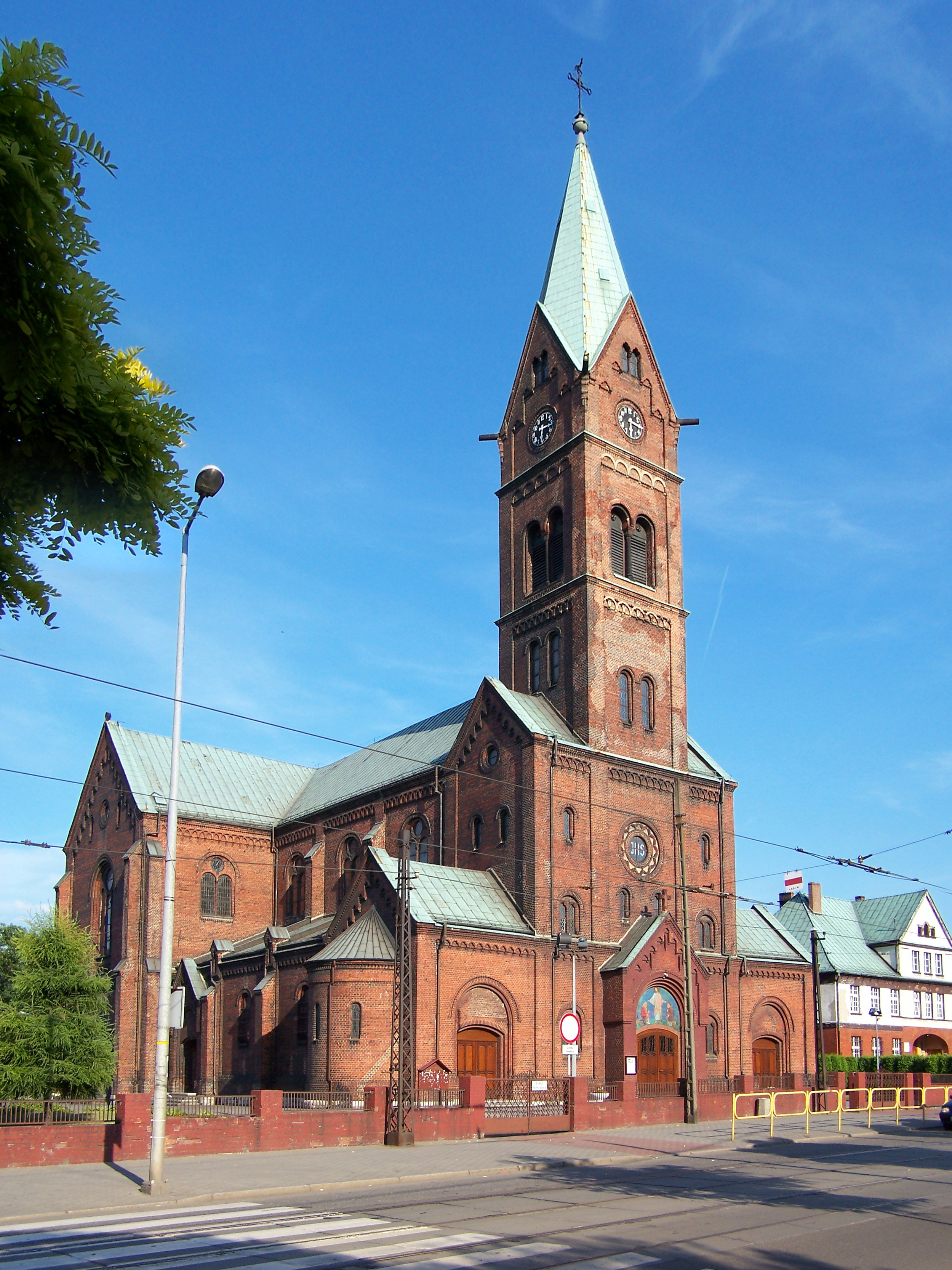
Kościół pw. Świętej Rodziny

W  rejestrze zabytków województwa śląskiego znajdują się:
- zespół kościoła parafialnego pod wezwaniem Świętej Rodziny (1900–1902, styl neoromański), wpisany pod numerem A/246/09,
- zespół osiedla tzw. Nowa Kolonia Robotnicza obejmujący kwartał ograniczony ulicami: Konstytucji, Baczyńskiego, Zabrzańską, Żwirową i Stalmacha, wzniesiony w stylu historyzmu z elementami modernizmu oraz funkcjonalizmu (niektóre budynki), wpisany pod numerem A/1554/94[7],
- osiedle robotnicze przy ul. Zabrzańskiej, Konstytucji i Stalmacha, z lat 20 XX wieku, wpisane do pod numerem 1359/85,
- budynek siłowni Huty Bobrek przy ul. Konstytucji, z lat 1900-1907, wzniesiony w stylu neoromańskim, wpisany pod numerem A/1329/84.

## Literatura
- O panach Bobrka z rodu Schaffgotschów zob. w: A. Kuzio-Podrucki, Schaffgotschowie. Zmienne losy śląskiej arystokracji, Bytom 2007, ISBN 978-83-923733-1-5  – info o książce na stronie: Śląska szlachta i arystokracja